# Armillaria tabescens
Armillaria tabescens är en svampart som först beskrevs av Giovanni Antonio Scopoli, och fick sitt nu gällande namn av Emel 1921. Armillaria tabescens ingår i släktet Armillaria och familjen Physalacriaceae.   Inga underarter finns listade i Catalogue of Life.

## Källor

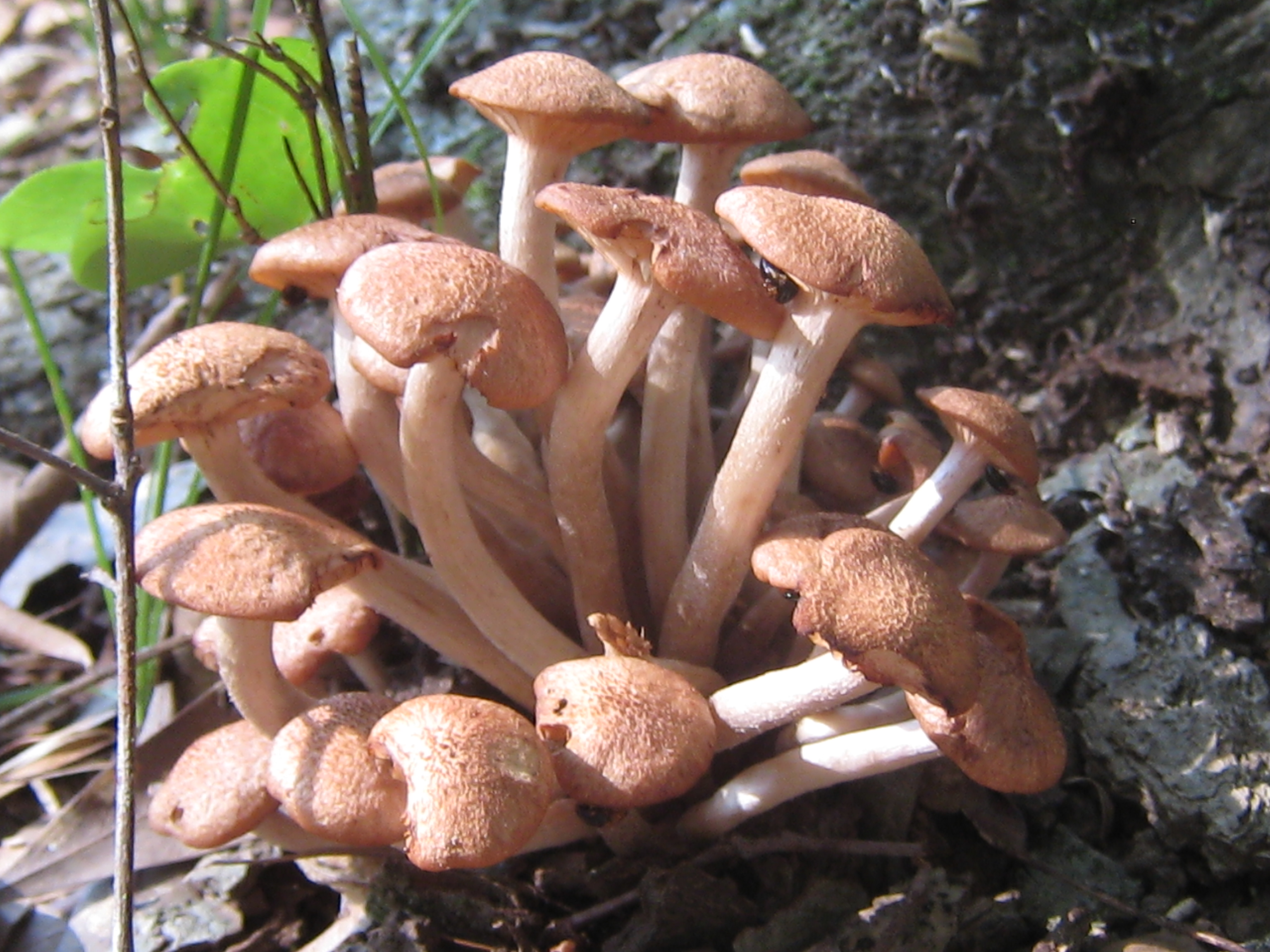
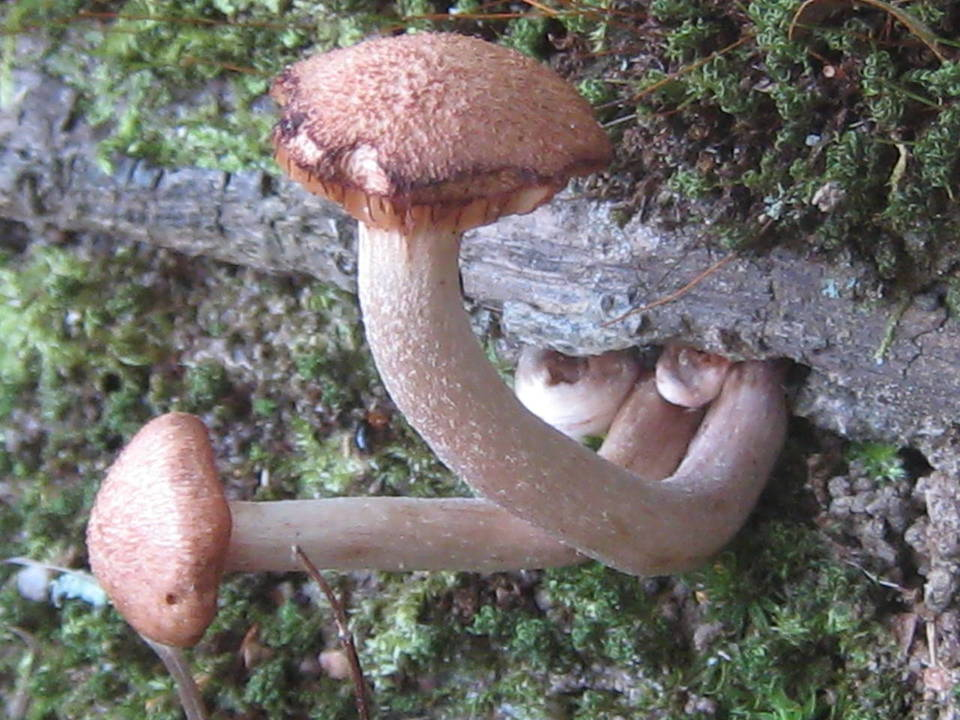
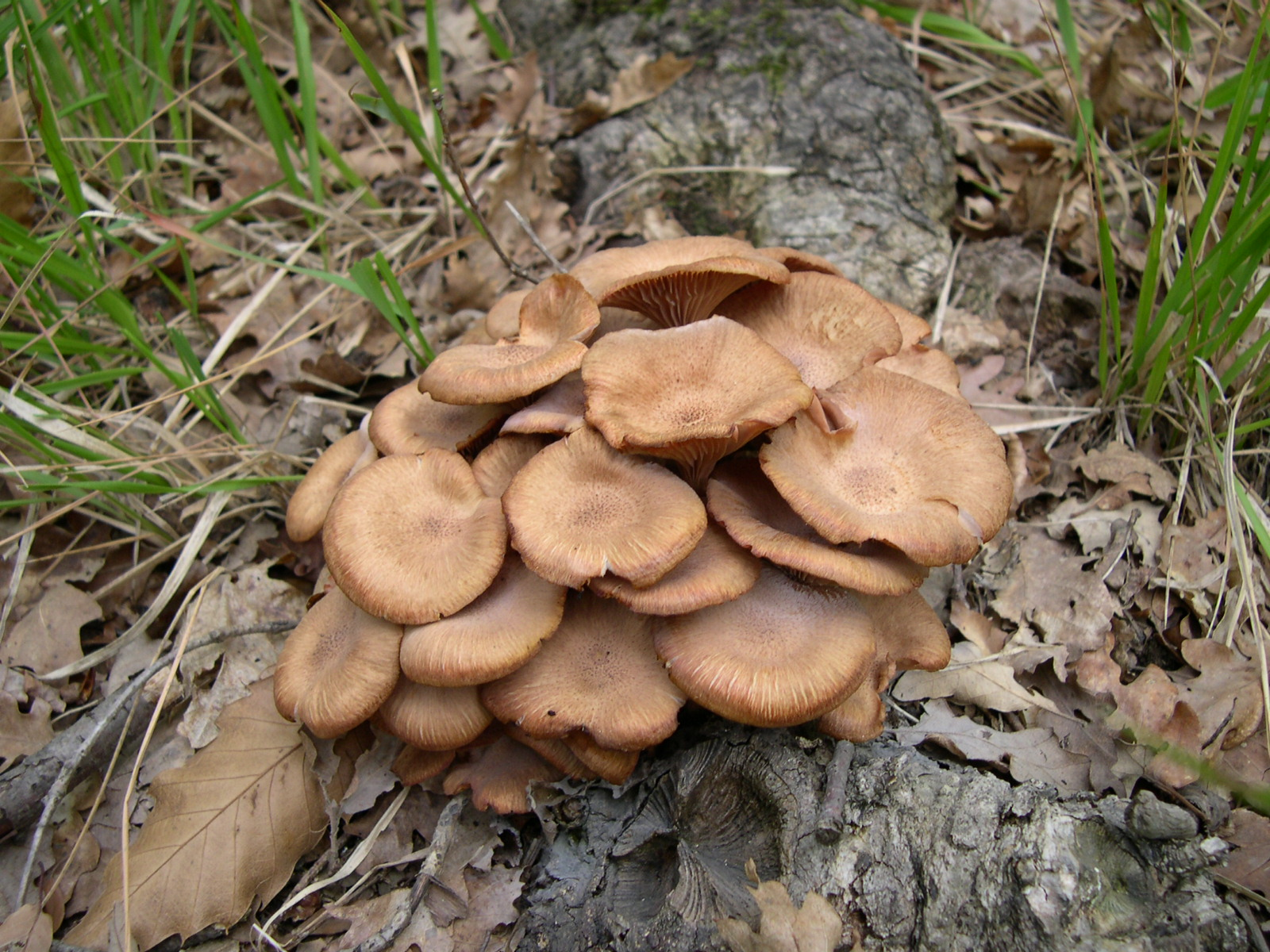